# NGC 2384
NGC 2384 ist ein mit 14 Millionen Jahren junger offener Sternhaufen im Sternbild Großer Hund und hat eine Winkelausdehnung von 5,0' und eine scheinbare Helligkeit von 7,4 mag. Mit NGC 2383 bildet er am Himmel scheinbar einen Doppelhaufen, wobei sich die beiden auch räumlich relativ nahe sind. Hierbei steht NGC 2384 mit einer Entfernung von 9800 Lichtjahren etwas näher zur Erde als NGC 2383. Letzterer ist mit einem Alter zwischen 250 und 310 Millionen Jahren aber deutlich älter. NGC 2384 wurde am 15. Februar 1836 von John Herschel entdeckt und wird auch als OCL 618 und ESO 559-SC9 bezeichnet.